# Кассано, Антонио
Анто́нио Касса́но (итал. Antonio Cassano; 12 июля 1982, Бари) — итальянский футболист, нападающий.

## Карьера
Кассано — воспитанник клуба «Бари». Дебютировал в серии А сезона 1999/2000 11 декабря 1999 года в выездном матче 13-го тура против «Лечче» (хозяева выиграли 1:0). Уже в следующем туре, 18 декабря, на домашнем стадионе «Сан-Никола» забил победный гол в ворота «Интера» («Бари» победил 2:1), открыв счёт своим мячам в серии А (после прохода по левому флангу на скорости, сместился в центр, обыграв на противоходе Лорана Блана и Кристиана Пануччи, ударом в левый для себя угол пробил Фабрицио Феррона). За два сезона Fantantonio сыграл за родной клуб 48 матчей и забил 6 голов.
В 2001 году нападающий перешёл в «Рому», бывшую в то время чемпионом Италии. Сумма трансфера составила 28 млн евро. Свой первый гол за новую команду в чемпионате страны Кассано забил в 18 туре в ворота «Вероны». Несмотря на хорошую игру и высокую результативность, Кассано никак не мог реализовать свой талант полностью. В этом ему мешал его строптивый характер. Игрок прославился постоянными скандалами с тренерами и руководством клуба. В 2006 году, после продолжительных споров о подписании нового контракта, Кассано был продан в «Реал». Это было трансферной ошибкой мадридского клуба. Кассано вступил в открытый конфликт с Фабио Капелло, с которым у него сложились плохие отношения ещё со времен их совместного пребывания в «Роме». Капелло утверждал, что игрок имеет проблемы с лишним весом и находится в плохой физической форме.

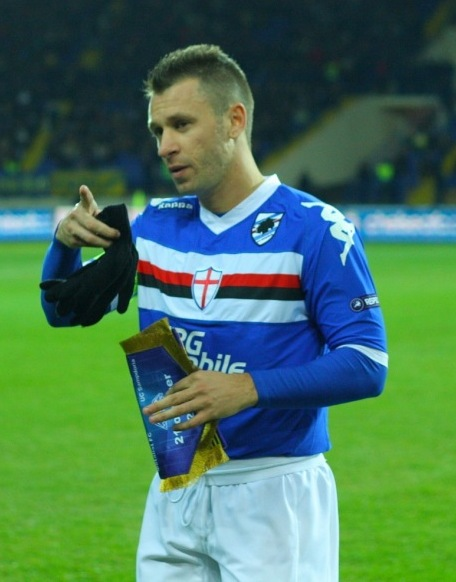
Кассано в «Сампдории»

В 2007 году Кассано отдали в аренду «Сампдории». На родине футболист получил дополнительную мотивацию. Его игра стала походить на игру пятилетней давности. Кассано не конфликтовал с руководством клуба, исправно забивал и стал любимцем генуэзских болельщиков. В 2008 году «Сампдория» выкупила права на футболиста. 11 апреля 2010 года на 23-й минуте забил единственный мяч в ворота Алессио Скарпи в генуэзском дерби против «Дженоа». В начале сезона 2010/11 чемпионата Италии, между Кассано и президентом «Сампдории» Риккардо Гарроне произошёл конфликт в связи с тем, что форвард отказался посетить благотворительный обед, который устроил глава команды. После этого Кассано был отстранён от тренировок и перестал попадать в заявку на матчи.
В середине декабря «Сампдория» решила расстаться с футболистом. Начали появляться слухи что Кассано перейдёт в «Милан». Вице-президент россонери Адриано Галлиани заявил что Антонио придёт на место выбывшего до конца сезона из-за травмы Филиппо Индзаги. Но по трансферу возникли некоторые проблемы: «Сампдория» задолжала «Реалу» 5 миллионов евро за трансфер Антонио. «Милан» не собирался платить эту сумму. Но всё же клубы договорились: и «Милан», и «Сампдория» в равных частях отдадут «Реалу» долг. 3 января 2011 года Кассано подписал контракт с «Миланом» до 2014 года. Футболист сказал после перехода: «Я добрался до вершины. Выше „Милана“ только небо. Если я не добьюсь успеха здесь, меня нужно будет запереть в сумасшедшем доме». 6 января 2011 года Кассано дебютировал в составе «Милана» в выездном матче против «Кальяри» и сделал голевой пас на Родни Страссера, после которого был забит единственный в матче гол.
29 октября 2011 года Антонио почувствовал себя плохо, находясь на борту самолёта, которым возвращался после матча его «Милана» с «Ромой»; в частности у него резко возникли проблемы со зрением, речью и движением. По прибытии в аэропорт футболист был отправлен в больницу, где у него обнаружились проблемы с сердцем: не полностью закрывалась перегородка между правым и левым желудочками. 4 ноября Антонио был прооперирован в Милане профессором Марио Карминати. Операция прошла успешно, срок восстановления футболиста был поставлен в 6 месяцев. В апреле врачи разрешили Кассано вернуться в футбол. 7 апреля Кассано вышел на замену на 84 минуте матча против «Фиорентины».
29 апреля Антонио забил первый гол после возвращения, на 26 минуте в ворота «Сиены». В том матче «Милан» победил 4:1. Как сказал сам Кассано, этот гол он посвятил доктору миланского клуба Родольфо Тавана, который помог ему вернуться в большой футбол.
22 августа 2012 года «Интер» и «Милан» официально объявили об обмене нападающими Антонио Кассано и Джампаоло Паццини. Контракт Кассано с «Интером» рассчитан до 30 июня 2014 года.
После перехода в «Интернационале», Кассано в интервью La Gazzetta dello Sport назвал свою причину ухода из «Милана»:

Эта сделка, очевидно, более выгодна «Интеру». Массимо Моратти хотел меня приобрести, ещё когда здесь работал Роберто Манчини. Но, поскольку в то время я был абсолютно сумасшедшим, было правильно с его стороны не подписывать меня. У меня были и другие предложения, например из Катара. Мне предлагали кучу денег, но я намерен сыграть за сборную на чемпионате мира, поэтому выбрал «настоящий» чемпионат. Был вынужден уйти из «Милана». Там был один человек, обладавший большей властью, чем тренер, который вел себя неправильно. Когда был нездоров, одноклубники и болельщики поддерживали меня, а этот человек много чего обещал, но это были пустые слова. Он ладит только с теми, кто к нему подлизывается, а это не в моем стиле. Что же касается моего контракта с «Миланом», то вопрос о продлении соглашения поднимался, но обсуждение постоянно откладывалось. А потом, были проданы два моих хороших друга — Тиагу Силва и Златан Ибрагимович, после чего все мои сомнения были развеяны. Хотел бы поблагодарить владельца клуба Сильвио Берлускони, его дочь Барбару, входящую в правление клуба, поклонников «Милана» и бывших товарищей по команде. С ними у меня никаких проблем не было. Раньше говорил, что выше красно-черных только небеса. Что ж, за небесами оказался «Интер».

2 марта 2013 года Кассано во время тренировки вступил в конфликт с главным тренером команды Андреа Страмаччони. В связи с этим нападающий не был включен в заявку на матч с «Катанией», а также на него был наложен крупный штраф за ссору с тренером. 3 июля 2013 года Кассано подписал соглашение с «Пармой» сроком на три года. Там он взял 99 номер. На официальной пресс-конференции, посвященной презентации Антонио в качестве нового игрока «Пармы», нападающий признался, что покинул миланский «Интер» из-за нового главного тренера команды Вальтера Маццарри, под руководством которого он тренировался ещё в «Сампдории».

Я благодарен президенту «Интера» Массимо Моратти, спортивному директору Марко Бранке и генеральному директору клуба Пьеро Аузилио, но только не новому главному тренеру Вальтеру Маццарри. Ещё перед своим приходом в клуб он сказал мне, что я был игроком основного состава, а уже после подписания контракта заявил, что мне следует отправиться домой.
Он подтолкнул меня к уходу. Я хотел покинуть «Интер», потому как больше не входил в его дальнейшие планы

30 ноября 2013 года забил свой 100-й гол в Серии А.
26 января 2015 года игрок досрочно расторг контракт с «Пармой» по обоюдному согласию. Заинтересованность в футболисте проявили бывший клуб Антонио — «Интер» — и российский «Терек».
10 июля 2017 года игрок достиг договорённости с вернувшейся в Серию А «Вероной». Контракт был рассчитан на один год, а футболист выбрал себе 99-й номер
.
Но вскоре Антонио объявил об окончательном уходе из футбола, извинившись перед болельщиками и руководством «Вероны», за которую не провёл ни единого официального матча.

## Сборная
Кассано провёл дебютный матч за сборную в ноябре 2003 года против Польши.
В составе сборной Италии играл на Евро-2004, Евро-2008 и Евро-2012 (где стал серебряным призёром чемпионата), но на триумфальный для итальянцев чемпионат мира 2006 игрок не попал.

## Достижения

### Командные
«Рома»
- Обладатель Суперкубка Италии: 2001

«Реал Мадрид»
- Чемпион Испании: 2006/07

«Милан»
- Чемпион Италии: 2010/11
- Обладатель Суперкубка Италии: 2011

Сборная Италии
- Серебряный призёр чемпионата Европы: 2012

### Личные
- Трижды отличался в римских дерби против «Лацио» за «Рому».
- Лучший молодой футболист года в Италии (2): 2001, 2003
- Рекордсмен сборной Италии по количеству голов на чемпионатах Европы: 3 гола[29]

## Личная жизнь
Длительный период темпераментный футболист встречался с танцовщицей Розарией Каннаво, однако в настоящее время его сердце принадлежит ватерполистке Каролине Марчалис. 19 июня 2010 года в церкви святого Мартина (Chiesa di San Martino) в Портофино состоялась церемония бракосочетания Антонио и Каролины Марчалис. 14 апреля 2011 года около 4-х часов утра в клинике «La Madonnina» в Милане на свет появился первенец Антонио и Каролины — Кристофер. 18 марта 2013 года у пары родился второй сын — Лионель.

## Статистика выступлений

### Клубная
| Выступление      | Выступление      | Выступление      | Чемпионат | Чемпионат | Кубки | Кубки | Еврокубки | Еврокубки | Итого | Итого |
| Клуб             | Лига             | Сезон            | Игры      | Голы      | Игры  | Голы  | Игры      | Голы      | Игры  | Голы  |
| ---------------- | ---------------- | ---------------- | --------- | --------- | ----- | ----- | --------- | --------- | ----- | ----- |
| Бари             | Серия A          | 1999/00          | 21        | 3         | 0     | 0     | 0         | 0         | 21    | 3     |
| Бари             | Серия A          | 2000/01          | 27        | 3         | 2     | 0     | 0         | 0         | 29    | 3     |
| Бари             | Итого            | Итого            | 48        | 6         | 2     | 0     | 0         | 0         | 50    | 6     |
| Рома             | Серия A          | 2001/02          | 22        | 5         | 3     | 1     | 5         | 0         | 30    | 6     |
| Рома             | Серия A          | 2002/03          | 27        | 9         | 5     | 1     | 11        | 4         | 43    | 14    |
| Рома             | Серия A          | 2003/04          | 33        | 14        | 0     | 0     | 6         | 4         | 39    | 18    |
| Рома             | Серия A          | 2004/05          | 31        | 9         | 8     | 1     | 3         | 1         | 42    | 11    |
| Рома             | Серия A          | 2005/06          | 5         | 2         | 0     | 0     | 2         | 1         | 7     | 3     |
| Рома             | Итого            | Итого            | 118       | 39        | 16    | 3     | 27        | 10        | 161   | 52    |
| Реал Мадрид      | Примера          | 2005/06          | 12        | 1         | 4     | 1     | 1         | 0         | 17    | 2     |
| Реал Мадрид      | Примера          | 2006/07          | 7         | 1         | 1     | 1     | 4         | 0         | 12    | 2     |
| Реал Мадрид      | Итого            | Итого            | 19        | 2         | 5     | 2     | 5         | 0         | 29    | 4     |
| Сампдория        | Серия A          | 2007/08          | 22        | 9         | 2     | 0     | 1         | 0         | 25    | 9     |
| Сампдория        | Серия A          | 2008/09          | 35        | 12        | 4     | 1     | 6         | 2         | 45    | 15    |
| Сампдория        | Серия A          | 2009/10          | 32        | 9         | 1     | 2     | 0         | 0         | 33    | 11    |
| Сампдория        | Серия A          | 2010/11          | 7         | 4         | 0     | 0     | 5         | 1         | 12    | 5     |
| Сампдория        | Итого            | Итого            | 96        | 34        | 7     | 3     | 12        | 3         | 115   | 40    |
| Милан            | Серия A          | 2010/11          | 17        | 4         | 4     | 0     | 0         | 0         | 21    | 4     |
| Милан            | Серия A          | 2011/12          | 16        | 3         | 0     | 0     | 3         | 1         | 19    | 4     |
| Милан            | Итого            | Итого            | 33        | 7         | 4     | 0     | 3         | 1         | 40    | 8     |
| Интернационале   | Серия A          | 2012/13          | 28        | 7         | 2     | 1     | 9         | 1         | 39    | 9     |
| Интернационале   | Итого            | Итого            | 28        | 7         | 2     | 1     | 9         | 1         | 39    | 9     |
| Парма            | Серия A          | 2013/14          | 34        | 12        | 2     | 1     | 0         | 0         | 36    | 13    |
| Парма            | Серия A          | 2014/15          | 19        | 5         | 1     | 0     | 0         | 0         | 20    | 5     |
| Парма            | Итого            | Итого            | 53        | 17        | 3     | 1     | 0         | 0         | 56    | 18    |
| Сампдория        | Серия A          | 2015/16          | 24        | 2         | 1     | 0     | 0         | 0         | 25    | 2     |
| Сампдория        | Итого            | Итого            | 24        | 2         | 1     | 0     | 0         | 0         | 25    | 2     |
| Всего за карьеру | Всего за карьеру | Всего за карьеру | 419       | 114       | 40    | 10    | 56        | 15        | 515   | 139   |

### Матчи за сборную
| Матчи и голы Кассано за сборную Италии | Матчи и голы Кассано за сборную Италии | Матчи и голы Кассано за сборную Италии | Матчи и голы Кассано за сборную Италии | Матчи и голы Кассано за сборную Италии | Матчи и голы Кассано за сборную Италии | Матчи и голы Кассано за сборную Италии |
| -------------------------------------- | -------------------------------------- | -------------------------------------- | -------------------------------------- | -------------------------------------- | -------------------------------------- | -------------------------------------- |
| №                                      | Дата                                   | Соперник                               | Счёт                                   | Голы Кассано                           | Турнир                                 |                                        |
| 1                                      | 12 ноября 2003                         | Польша                                 | 1:3                                    | 1                                      | Товарищеский матч                      |                                        |
| 2                                      | 16 ноября 2003                         | Румыния                                | 1:0                                    | -                                      | Товарищеский матч                      |                                        |
| 3                                      | 30 мая 2004                            | Тунис                                  | 4:0                                    | -                                      | Товарищеский матч                      |                                        |
| 4                                      | 14 июня 2004                           | Дания                                  | 0:0                                    | -                                      | Финальные матчи ЧЕ-2004                |                                        |
| 5                                      | 18 июня 2004                           | Швеция                                 | 1:1                                    | 1                                      | Финальные матчи ЧЕ-2004                |                                        |
| 6                                      | 22 июня 2004                           | Болгария                               | 2:1                                    | 1                                      | Финальные матчи ЧЕ-2004                |                                        |
| 7                                      | 26 марта 2005                          | Шотландия                              | 2:0                                    | -                                      | Отборочные матчи ЧМ-2006               |                                        |
| 8                                      | 4 июня 2005                            | Норвегия                               | 0:0                                    | -                                      | Отборочные матчи ЧМ-2006               |                                        |
| 9                                      | 2 сентября 2006                        | Литва                                  | 1:1                                    | -                                      | Отборочные матчи ЧЕ-2008               |                                        |
| 10                                     | 6 сентября 2006                        | Франция                                | 1:3                                    | -                                      | Отборочные матчи ЧЕ-2008               |                                        |
| 11                                     | 30 мая 2008                            | Бельгия                                | 3:1                                    | -                                      | Товарищеский матч                      |                                        |
| 12                                     | 9 июня 2008                            | Нидерланды                             | 0:3                                    | -                                      | Финальные матчи ЧЕ-2008                |                                        |
| 13                                     | 13 июня 2008                           | Румыния                                | 1:1                                    | -                                      | Финальные матчи ЧЕ-2008                |                                        |
| 14                                     | 17 июня 2008                           | Франция                                | 2:0                                    | -                                      | Финальные матчи ЧЕ-2008                |                                        |
| 15                                     | 21 июня 2008                           | Испания                                | 0:0                                    | -                                      | Финальные матчи ЧЕ-2008                |                                        |
| 16                                     | 10 августа 2010                        | Кот-д’Ивуар                            | 0:1                                    | -                                      | Товарищеский матч                      |                                        |
| 17                                     | 3 сентября 2010                        | Эстония                                | 2:1                                    | 1                                      | Отборочные матчи ЧЕ-2012               |                                        |
| 18                                     | 7 сентября 2010                        | Фарерские острова                      | 5:0                                    | 1                                      | Отборочные матчи ЧЕ-2012               |                                        |
| 19                                     | 8 октября 2010                         | Северная Ирландия                      | 0:0                                    | -                                      | Отборочные матчи ЧЕ-2012               |                                        |
| 20                                     | 12 октября 2010                        | Сербия                                 | 3:0 (+:-)                              | -                                      | Отборочные матчи ЧЕ-2012               |                                        |
| 21                                     | 9 февраля 2011                         | Германия                               | 1:1                                    | -                                      | Товарищеский матч                      |                                        |
| 22                                     | 25 марта 2011                          | Словения                               | 1:0                                    | -                                      | Отборочные матчи ЧЕ-2012               |                                        |
| 23                                     | 3 июня 2011                            | Эстония                                | 3:0                                    | 1                                      | Отборочные матчи ЧЕ-2012               |                                        |
| 24                                     | 10 августа 2011                        | Испания                                | 2:1                                    | -                                      | Товарищеский матч                      |                                        |
| 25                                     | 2 сентября 2011                        | Фарерские острова                      | 1:0                                    | 1                                      | Отборочные матчи ЧЕ-2012               |                                        |
| 26                                     | 6 сентября 2011                        | Словения                               | 1:0                                    | -                                      | Отборочные матчи ЧЕ-2012               |                                        |
| 27                                     | 7 октября 2011                         | Сербия                                 | 1:1                                    | -                                      | Отборочные матчи ЧЕ-2012               |                                        |
| 28                                     | 11 октября 2011                        | Северная Ирландия                      | 3:0                                    | 2                                      | Отборочные матчи ЧЕ-2012               |                                        |
| 29                                     | 1 июня 2012                            | Россия                                 | 0:3                                    | -                                      | Товарищеский матч                      |                                        |
| 30                                     | 10 июня 2012                           | Испания                                | 1:1                                    | -                                      | Финальные матчи ЧЕ-2012                |                                        |
| 31                                     | 14 июня 2012                           | Хорватия                               | 1:1                                    | -                                      | Финальные матчи ЧЕ-2012                |                                        |
| 32                                     | 18 июня 2012                           | Ирландия                               | 2:0                                    | 1                                      | Финальные матчи ЧЕ-2012                |                                        |
| 33                                     | 24 июня 2012                           | Англия                                 | 0:0                                    | -                                      | Финальные матчи ЧЕ-2012                |                                        |
| 34                                     | 28 июня 2012                           | Германия                               | 2:1                                    | -                                      | Финальные матчи ЧЕ-2012                |                                        |
| 35                                     | 1 июля 2012                            | Испания                                | 0:4                                    | -                                      | Финальные матчи ЧЕ-2012                |                                        |
| 36                                     | 31 мая 2014                            | Ирландия                               | 0:0                                    | -                                      | Товарищеский матч                      |                                        |
| 37                                     | 4 июня 2014                            | Люксембург                             | 1:1                                    | -                                      | Товарищеский матч                      |                                        |
| 38                                     | 20 июня 2014                           | Коста-Рика                             | 0:1                                    | -                                      | Финальные матчи ЧМ-2014                |                                        |
| 39                                     | 24 июня 2014                           | Уругвай                                | 0:1                                    | -                                      | Финальные матчи ЧМ-2014                |                                        |